# Zebracsiga
A zebracsiga (Zebrina detrita) Magyarországon is honos, a tüdőscsigákhoz tartozó szárazföldi csigafaj.

## Külalakja
A csigaház 19–29 mm magas, 8–12 mm széles, 6-8 kanyarulatból áll. A kanyarulatok csak egy kevéssé emelkednek. A ház alakja megnyúlt tojásdad, fehér vagy hosszanti (kissé ferde) barna csíkokkal sávozott. A szájadék pereme fehér, azon túl a ház belül világosbarna színű. Maga az állat sárgásbarna, feje kékesszürke, az őszi hűvösebb időjárás beköszöntével megsötétedhet. Házát hátrafelé erősen lehajtja.

## Elterjedése és életmódja

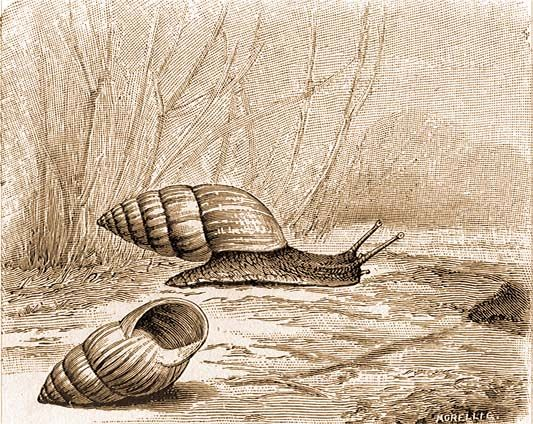
Zebracsiga.

A zebracsiga egész Európa mérsékelt éghajlatú vidékén előfordul Észak-Spanyolországtól, Dél-Franciaországon és Dél-Németországon keresztül egészen Nyugat-Ukrajnáig és Törökországig. Svájcban 1800 m, Bulgáriában 2500 m magasságig él.
Meleget és száraz területeket kedvelő állat, réteken, ritkás füvű domboldalakon, utak mentén, szántóföldeken fordul elő. Bomló növényi részekkel táplálkoznak. A telet néhány centiméterre a talajba ásva vészelik át. Nyaranta a túlhevült földfelszínt elkerülendő, gyakran felmásznak a kórókra, növényszárakra. Évente kétszer szaporodnak, április-májusban és augusztus-szeptemberben. Csak esős időben párzanak, egyszerre 15-70, 2 mm átmérőjű petét raknak le. A kis csigák egy hónap múlva kelnek ki, két év alatt érik el a teljes méretüket. Élettartamuk 4-5 év. Köztesgazdája lehet a Dicrocoelium dendriticum májmételynek.
Ausztriában és Németországban veszélyeztetett, Svájcban sebezhető státuszban van; Magyarországon nem védett.

## Külső hivatkozások
- Fajleírás (angol nyelven)